# Sergio de Moscú
Sergio (en ruso: Сергий), de nombre secular Iván Nikolayevich Stragorodski (en ruso: Иван Николаевич Страгородский, 23 de enero de 1867-15 de mayo de 1944) fue patriarca de Moscú y de todas las Rusias del 8 de septiembre de 1943 hasta su muerte. También fue el jefe de facto de la Iglesia ortodoxa rusa en 1925-1943, primero como diputado patriarcal locum tenens (1925–1937) y posteriormente como patriarca locum tenens (1937–1943).

## Primeros años
Ivan Stragorodsky nació en la ciudad de Arzamas, gobernación de Nizhny Novgorod, en una familia profundamente religiosa de un arcipreste. Llamado Sergio después de convertirse en monje, estudió en el seminario Nizhny Novgorod y más tarde en la Academia Teológica de San Petersburgo. En 1890, Sergio fue enviado con una misión cristiana ortodoxa a Japón y se volvió una persona fluida en japonés (ya sabía griego, latín y hebreo). En 1899 regresó a la Academia Teológica de San Petersburgo y fue nombrado rector.
En 1901, Sergio fue consagrado obispo de Jamburgo, el vicario de la diócesis de San Petersburgo. En 1905, Sergio fue nombrado arzobispo de Vyborg y de toda Finlandia. Grigori Rasputin lo contactó como uno de los primeros en la capital.
En 1911 se convirtió en miembro del Santo Sínodo ruso. El 10 de agosto de 1917 fue trasladado a la sede de Vladimir y Shuya y el 28 de noviembre del mismo año, el patriarca Tijon lo elevó al rango de Obispo Metropolitano. Los bolcheviques arrestaron al metropolitano Sergio en enero de 1921; Después de meses en la cárcel, fue exiliado de Moscú a Nizhny Novgorod. Desde el 16 de junio de 1922 hasta el 27 de agosto de 1923, Sergio participó en la llamada Iglesia Viviente (o cisma renovacionista), pero luego se arrepintió públicamente de sus acciones y fue perdonado por el patriarca Tijon. Fue nombrado el metropolitano de Nizhny Novgorod el 18 de marzo de 1924.

## Elección
Sabiendo que no sería posible realizar elecciones apropiadas del Patriarca después de su muerte, el Patriarca Tijon hizo un testamento donde nombró a tres candidatos, uno de los cuales asumirá el liderazgo de la Iglesia después de la propia muerte de Tijon. El 12 de abril de 1925, uno de los candidatos, el Metropolitano Pedro de Krutitsy fue elegido como el Patriarcal Locum Tenens (Местоблюститель Патриаршего Престола). Sin embargo, solo 8 meses después, el 10 de diciembre de 1925 fue arrestado. Previendo su inminente arresto, siguió el ejemplo de Tijon, al igual que designó a tres candidatos para sucederlo. Después del arresto de Pedro, Sergio de Nizhny Novgorod fue el único obispo de la "lista" de Pedro que no estaba en prisión o exiliado en ese momento. Él asumió el liderazgo de la Iglesia con el título interino patriarca Locum Tenens (Заместитель Патриаршего Местоблюстителя), lo que presupone que Pedro de Krutitsy mantuvo las de iure ad interim y que volvería a sus funciones después de su liberación (que nunca ocurrió). Sin embargo, el propio Sergio también estuvo nuevamente en prisión desde el 30 de noviembre de 1926 hasta el 27 de marzo de 1927.

## Patriarcado

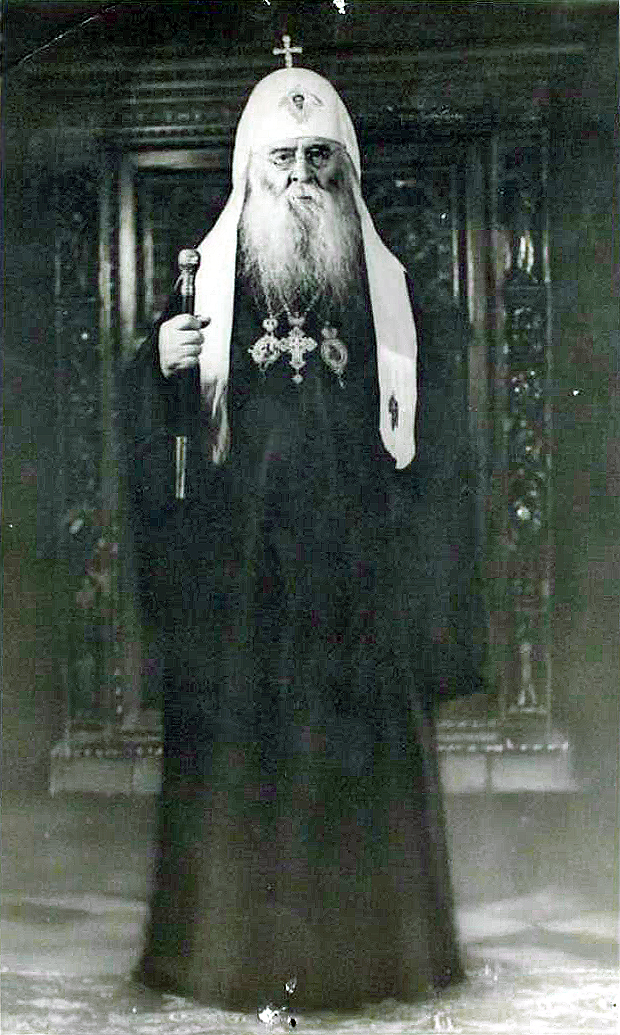
Su Santidad el Patriarca Sergio (Stragorodsky) en pleno crecimiento en un muñeco patriarcal, con un bastón en la mano derecha.

Tratando de convencer a las autoridades soviéticas para detener la campaña de control y seguimiento contra la Iglesia, Sergio trató de buscar formas de reconciliación pacífica con el gobierno. El 29 de julio de 1927, emitió su famosa Declaración donde profesó la lealtad absoluta de la Iglesia Ortodoxa Rusa a la Unión Soviética y a los intereses de su gobierno. La Declaración, aunque bien intencionada, provocó una controversia inmediata entre los eclesiásticos rusos, muchos de los cuales (incluyendo muchos obispos notables y respetados en las cárceles y el exilio) rompieron la comunión con Sergio; más tarde, algunos de estos obispos se reconciliaron con Sergio, pero muchos continuaron oponiéndose a la "Iglesia oficial" hasta la elección del Patriarca Alejo I en 1945.
Sergio también formó el Consejo Patriarcal Temporal (más tarde llamado Sínodo) que recibió el reconocimiento del gobierno soviético. En 1934, Sergio asumió un título más elevado de "Su Beatitud, Metropolitana de Moscú y Kolomna" y en 1936, a raíz de un informe falso de la muerte del prisionero Pedro Metropolitano de Krutitsy (de hecho, todavía estaba vivo hasta su ejecución en 1937), Sergio asumió el cargo de Patriarcal Locum Tenens. A pesar de sus promesas de que la Iglesia Ortodoxa Rusa no interferiría en los asuntos seculares y sería leal al estado, las detenciones y ejecuciones del clero ortodoxo por parte de la GPU y más tarde la NKVD, la destrucción de catedrales ortodoxas, iglesias, íconos, seminarios, etc., fueron comunes durante las décadas de 1920 y 1930. Antes del inicio de la guerra germano-soviética, en toda la URSS, solo quedaban 4 obispos que no estaban encarcelados ni exiliados. Del mismo modo, de los 50.000 sacerdotes ortodoxos rusos en 1918, solo quedaban 500 para 1935.
Solo después de la invasión alemana de la Unión Soviética en 1941, José Stalin finalmente comenzó a reducir la campaña antirreligiosa, necesitando el apoyo moral de la Iglesia durante la guerra. En las primeras horas del 5 de septiembre de 1943, Stalin se reunió con los tres principales jerarcas de la Iglesia ortodoxa rusa y prometió algunas concesiones a la religión a cambio de su lealtad y asistencia. Entre las concesiones estaba el permiso para abrir el Seminario Teológico y la Academia de Moscú, la liberación de clérigos encarcelados, el regreso de algunas propiedades a la iglesia, incluida la famosa Troitse-Sergiyeva Lavra. A cambio, el gobierno soviético puso a la Iglesia bajo el control de sus servicios secretos.
Sin embargo, la concesión más importante fue el permiso para reunir el consejo episcopal y elegir un nuevo patriarca. El 8 de septiembre de 1943, en un Consejo de Obispos, Sergio fue elegido Patriarca de Moscú. Fue entronizado el 12 de septiembre del mismo año, ya en edad avanzada (76 años) y con salud en declive.
Murió en Moscú ocho meses después, el 15 de mayo de 1944. Fue enterrado en la Catedral de la Epifanía de dicha ciudad.